# Навроцький Олександр Олександрович
Навро́цький Олекса́ндр Олекса́ндрович (*28 липня (9 серпня) 1823, с. Антипівка Золотоніського повіту — †10 (22) жовтня 1892, Темір-Хан-Шура, Дагестан) — український громадсько-політичний і культурний діяч, поет і перекладач, член Кирило-Мефодіївського братства.

## Біографічні відомості
Народився в сім'ї безмаєтних дворян. Навчався в Золотоніському повітовому училищі і Полтавській гімназії. У 1847 p. закінчив філософський факультет Київського університету. Під впливом свого двоюрідного брата Миколи Гулака став кирило-мефодіївцем. Належав до радикального крила братства. Після закінчення університету в 1847 p. приїхав до Полтави шукати служби. Під час відвідин батьків у рідному селі був заарештований і відправлений до Петербурга. Відбувши піврічне ув'язнення у В'ятській тюрмі, був висланий до Єлабуги, працював писарем у земському суді. Після зняття поліційного нагляду з 1853 p. служив у державних установах у різних містах Російської імперії. 

## Літературна діяльність
О. Навроцький писав поетичні твори, переважно на історичну тематику. Здійснив драматичну переробку поеми Т. Г. Шевченка «Сотник». 
Перекладав українською мовою світову класику, зокрема  «Іліаду» та «Одіссею» Гомера, «Витязя в тигровій шкурі» Ш. Руставелі (у Навроцького — «Одягнений у барсове хутро», що відповідає грузинському оригіналу) , твори Оссіана, П. Б. Шеллі, Дж. Байрона, В. Гюго, П.-Ж. Беранже, А.-О. Барб’є, Й. В. Гете, Н. Ленау, Г. Гейне, Г. Лонгфелло, А. Міцкевича, В. Сирокомлі, В. Жуковського, О. Пушкіна, О. Толстого, німецький епос «Пісня про Нібелунгів», сербські епічні пісні, “Слово о полку Ігоревім” та ін. Перекладав українською Псалтир і «Пісню пісень» з Біблії.
Публікувався в журналах «Основа», «Зоря», «Киевская старина», альманасі «Складка». Окремі твори увійшли до 1-го тому "Антології української поезії" (1957)  і до збірки «Поети пошевченківської доби» (1961). Проте значна частина власних творів і перекладів О. Навроцького залишилася неопублікованою; ряд автографів зберігається у Відділі рукописних фондів і текстології Інституту літератури ім. Т. Г. Шевченка НАН України.

## Вшанування пам'яті
На честь митця було названо вулицю у Полтаві та в с. Антипівка, Золотоніського району.